# Dren (gmina miejska Lazarevac)
Dren (cyr. Дрен) – wieś w Serbii, w mieście Belgrad, w gminie miejskiej Lazarevac. W 2011 roku liczyła 436 mieszkańców.